# Ladoňka sibiřská
Ladoňka sibiřská neboli ladoňka nicí (Scilla siberica) je druh jednoděložné rostliny z čeledi chřestovité (Asparagaceae). V minulosti byl řazen do čeledi hyacintovité (Hyacinthaceae), případně do čeledi liliovité v širším pojetí (Liliaceae s.l.).

## Popis

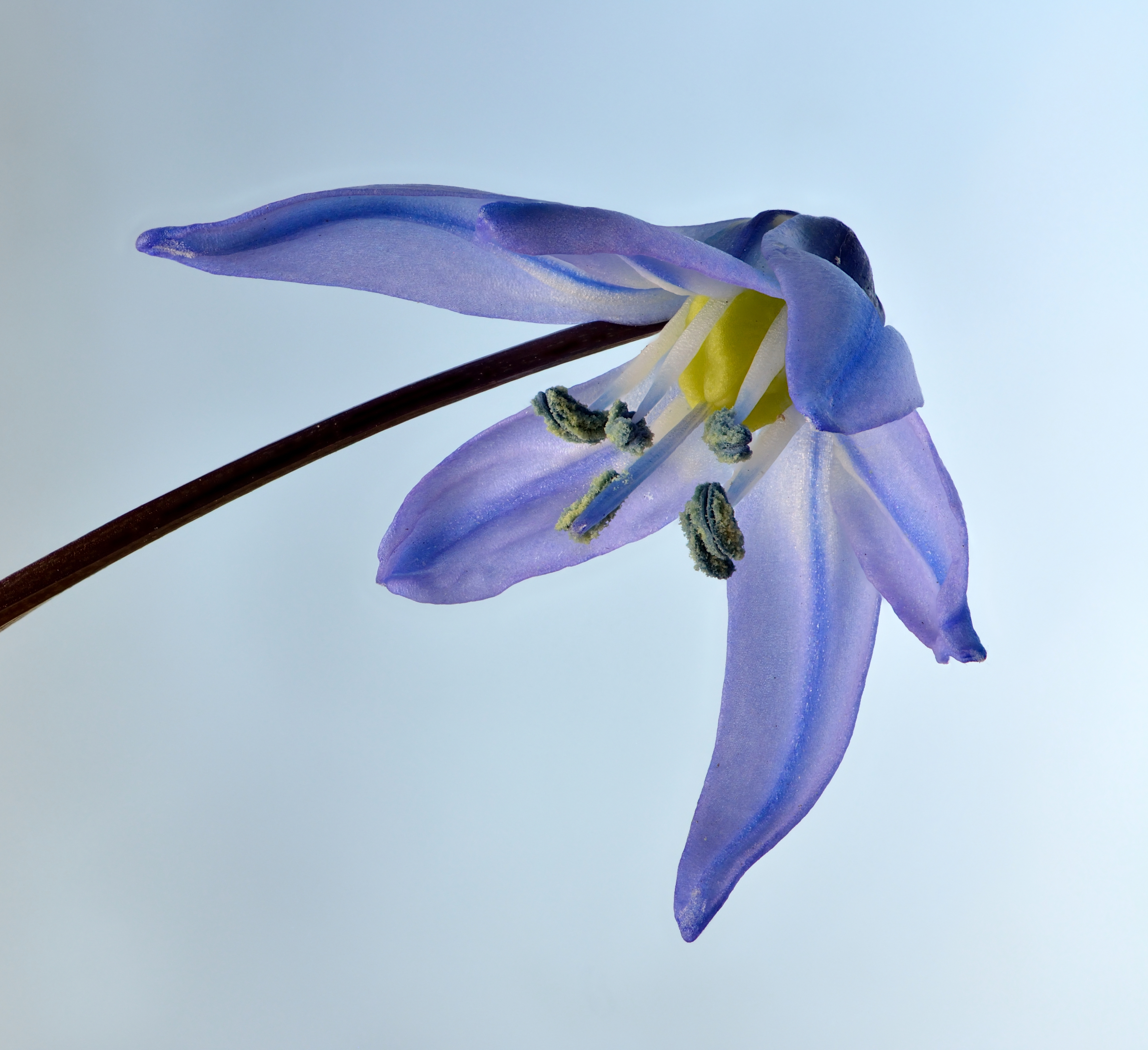
Květ

Jedná se o asi 5–20 cm vysokou vytrvalou rostlinu s vejčitou podzemní cibulí, asi 1,5–2 cm v průměru, cibule je bělavá, obalená purpurovými šupinami. Listy jsou jen v přízemní růžici, přisedlé, nejčastěji 2–3 z jedné cibule. Čepele jsou čárkovité, asi 1–2 cm široké. Z jedné cibule vyráží 1–3, vzácně až 5, stvolů. Květy jsou jednotlivé nebo v máločetných květenstvích, kterým je hrozen, na jednom stvolu bývá jen 1–2 květy, jen výjimečně až 5 květů. Listeny a listénce tvoří nepravidelný límeček u báze květní stopky. Květní stopky jsou nicí, 2–5 mm dlouhé. Okvětí je zvonkovitého tvaru, okvětních lístků je 6, jsou volné, asi 12–15 mm dlouhé. Jsou většinou sytě modré barvy. Tyčinek je 6. Gyneceum je srostlé ze 3 plodolistů, čnělka je 4–6 mm dlouhá, v dolní části je mírně zaškrcená a tím od zeleného semeníku jasně oddělená. Plodem je tobolka.

## Rozšíření ve světě
Ladoňka sibiřská je původní na Ukrajině, ve středním Rusku na sever zhruba po 55. rovnoběžku, na Kavkaze a asi i v přilehlé Asii, jako je Írán aj. Nepochází ze Sibiře, název je zavádějící. Pěstovaná a zplanělá je však ledaskde v Evropě i v Severní Americe.

## Rozšíření v Česku
V ČR je to nepůvodní druh, ale je běžně pěstovaná jako okrasná rostlina a poblíž lidských sídel často zplaňuje. Kvete brzy na jaře, už v březnu až dubnu.